# Jacques Chamorel
Jacques Chamorel (* 26. Mai 1901 in Ollon; † 8. Dezember 1962 in Lausanne) war ein Schweizer Rechtsanwalt und Politiker (LPS).
Chamorel studierte Jurisprudenz an den Universitäten Lausanne, Paris und Wien, 1925 wurde er an der Universität Lausanne promoviert. Ab 1928 war er Rechtsanwalt in Lausanne.
Von 1929 bis 1945 war er Gemeinderat (Legislative) in Lausanne, in den Jahren 1933–1945 und 1949–1957 Abgeordneter im Waadtländer Grossrat, 1955 Grossratspräsident. Von 1956 bis 1960 war Chamorel Präsident der Liberalen Partei der Schweiz. In den Jahren 1957–1962 gehörte er dem Nationalrat an.
Jacques Chamorel war Oberst im Generalstab der Schweizer Armee.